# Manuel Afonso de Carvalho
Manuel Afonso de Carvalho (Subportela, Viana do Castelo, 19 de Fevereiro de 1912 – 12 de Dezembro de 1978) foi o 36.º bispo da Diocese de Angra, que governou entre 1957 e 1978.

## Biografia
D. Manuel Afonso de Carvalho foi nomeado em 1953 para a Diocese de Angra como bispo coadjutor do bispo D. Guilherme Augusto Inácio de Cunha Guimarães, com o título de bispo titular de Rhaedestus, sendo elevado a bispo residencial a 17 de Junho de 1957 por falecimento daquele.
Era formado em Direito Canónico pela Pontifícia Universidade Gregoriana de Roma. Dedicou particular atenção à espiritualidade laical, criando estatutos para muitos associações de fiéis na Diocese. Esta atitude foi mal recebida particularmente pelas Irmandades do Divino Espírito Santo que rejeitaram os estatutos por ele aprovados vendo-os como uma inaceitável intromissão na sua autonomia e nos seus objectivos seculares.
Participou regularmente Concílio Vaticano II, destacando-se pelos seus aprofundados conhecimentos de Latim.
Promoveu a construção do edifício do Seminário Colégio do Santo Cristo, em Ponta Delgada, hoje adaptado para hotel, mas ao tempo tido como uma importante reforma no ensino diocesano.